# Srocení
Srocení je shromáždění nebo shluknutí většího množství lidí, zejména k vyjádření odporu vůči něčemu, zpravidla s odbojnými nebo rušivými úmysly. Výraz se používá zejména pro společenské a politické jevy v historickém kontextu, avšak v různých, mnohdy i přenesených, rozšířených nebo zúžených významech se tento i další odvozené výrazy používají i ve vztahu k současnosti. Povyk nebo pozdvižení se nazývají rotyka. 
Výrazy srocení, srocování, srocovat se, srotit se nebo rotit se a rotyka jsou odvozeny ze slova rota. To ve staročeštině mělo významy „družina, zástup, cháska, sekta“, do češtiny se dostalo přes francouzštinu ze středověké latiny z výrazu „rupta“, který označoval skupinu nebo oddíl, zejména loupeživý, a doslovně jej lze přeložit jako oddíl či sektu (zpodstatnělé příčestí od rumpere = zlomit, roztrhnout). V aktuální češtině se používá zejména pro vojenskou jednotku o velikosti řádově kolem stovky vojáků.

## Srocení v biblických textech
V Českém ekumenickém překladu nebo Bibli21 jsou slova „srocení“ nebo „srotit se“ v různých tvarech použita několikrát. 
- Numeri 14,27 a 35: „Hospodin promluvil k Mojžíšovi a Áronovi: ʿJak dlouho bude proti mně toto zlé srocení reptat? … Takto naložím s celým tímto zlým srocením, které se proti mně srotilo: zde na této poušti do posledního pomřou!ʾ“
- Numeri 20,2: „Pospolitost neměla vody. Proto se srotili proti Mojžíšovi a Áronovi.“
- Jozue 10,6: „Pomoz nám, neboť se proti nám srotili všichni emorejští králové, kteří sídlí v pohoří.“
- Izajáš 54,15: „A kdyby se kdo proti tobě srotil, nebude to pocházet ode mne. Kdo se proti tobě srotí, v boji proti tobě padne.“
- Jeremjáš 26,9: „Všechen lid se proti Jeremjášovi v Hospodinově domě srotil.“
- Jeremjáš 50,9: „Hle, už probouzím, už vedu proti Babylonu srocení mocných národů ze země severní.“
- Zacharjáš 12,3: „V onen den učiním Jeruzalém vzpěračským balvanem pro všechny národy. Všichni, kteří jej budou chtít vzepřít, zraní se až do krve. Všechny pronárody země se proti němu srotí.“
- Žalmy 31,21: „Ukrýváš je u sebe v své skrýši před srocením, před jazyky svárlivými schováváš je v stánku.“
- Sírachovec 16,6: „Proti srocení hříšníků vyšlehl oheň, proti odbojnému národu vzplál hněv.“
- Sírachovec 16,10: „A stejně tak nad šestkrát stotisíci putujících, kteří se srotili v zatvrzelosti svého srdce.“
- Sírachovec 26,5: „Trojí věci se uleklo mé srdce a se čtvrtou se setkat mám strach: pohoršení ve městě, srocení luzy a nactiutrhání: to všechno je trudnější než smrt.“
- 1. Makabejská 3,58: „Juda vydal rozkaz: „Opásejte se a buďte stateční. Časně ráno buďte připraveni k boji s těmito pohany, kteří se srotili proti nám, aby zničili nás i naši svatyni.“
- 1. Makabejská 13,6: „Přece se budu mstít za svůj národ a svatyni, za vaše ženy a děti, když se teď všichni pohané z nenávisti srotili, aby nás vyhubili.“
- Skutky apoštolů 4,27: „Opravdu se srotili v tomto městě Herodes a Pontius Pilát spolu s pohany i s národem izraelským proti tvému svatému služebníku Ježíšovi, kterého jsi posvětil.“
- Skutky apoštolů 16,22: „A když se proti nim postavil i srocený dav, úředníci jim strhali šaty a nařídili, ať jsou zbiti holemi.“
- Skutky apoštolů 17,5: „To však naplnilo Židy hněvem a závistí. S pomocí několika ničemných lidí z ulice vyvolali srocení davu a tak pobouřili celé město. Pak napadli Jásonův dům a chtěli Pavla a Silase postavit před shromáždění.“
- Skutky apoštolů 19,40: „…ʿVždyť je nebezpečí, že budeme kvůli dnešku obžalováni ze vzpoury. Není tu žádný důvod, kterým bychom mohli obhájit toto srocení.ʾ Po těch slovech rozpustil shromáždění.“

## Srocení ke spáchání zvlášť závažného zločinu
Srocení ke spáchání zvlášť závažného zločinu, tedy úmyslného trestného činu, za nějž je stanoven trest odnětí svobody s horní hranicí trestní sazby nejméně deset let, je v § 20 odst. 1 českého trestního zákoníku 40/2009 Sb. jmenováno jako jedna z forem úmyslného vytváření podmínek pro spáchání takového zločinu. 
Do § 352 trestního zákoníku 40/2009 Sb. bylo novelou 330/2011 Sb. k trestnému činu násilí proti skupině obyvatelů a proti jednotlivci přidáno ustanovení, podle kterého ten, kdo se srotí nebo spolčí k násilí proti skupině obyvatelů nebo jednotlivci nebo k tomu, aby jim vyhrožoval usmrcením, ublížením na zdraví nebo způsobením škody velkého rozsahu pro jejich skutečnou nebo domnělou rasu, příslušnost k etnické skupině, národnost, politické přesvědčení, vyznání nebo proto, že jsou skutečně nebo domněle bez vyznání, bude potrestán stejně jako ten, kdo kdo takové násilí nebo takové vyhrožování spáchal. Podobně § 356 o trestném činu podněcování k nenávisti vůči skupině osob nebo k omezování jejich práv a svobod v odstavci 2 stanoví tomu, kdo se spolčí nebo srotí k veřejnému podněcování nenávisti k vyjmenovaným typů jevů nebo skupin osob nebo k omezování práv a svobod jejich příslušníků, stejný trest jako tomu, kdo se takového podněcování již dopustil. 
Za srocení za účelem takového zločinu se rozumí, pokud srocení účastníci jsou s jeho spácháním srozuměni.[zdroj?] Ke srocení může dojít i bez předchozí dohody,[zdroj?] např. účastníci už rozehnané rvačky se automaticky shluknou, aby následně napadli a vypálili policejní stanici.
Spočívá ve shluknutí nejméně tří osob[zdroj⁠?!] na určitém místě. 
Od jiné formy přípravy zločinu, spolčení ke spáchání zvlášť závažného zločinu, se liší tím, že je zde časová a místní bezprostřednost s připravovaným zločinem.[zdroj?]